# Ixia maculata
Ixia maculata är en irisväxtart som beskrevs av Carl von Linné. Ixia maculata ingår i släktet Ixia och familjen irisväxter.

## Underarter
Arten delas in i följande underarter:
- I. m. fuscocitrina
- I. m. maculata

## Bildgalleri

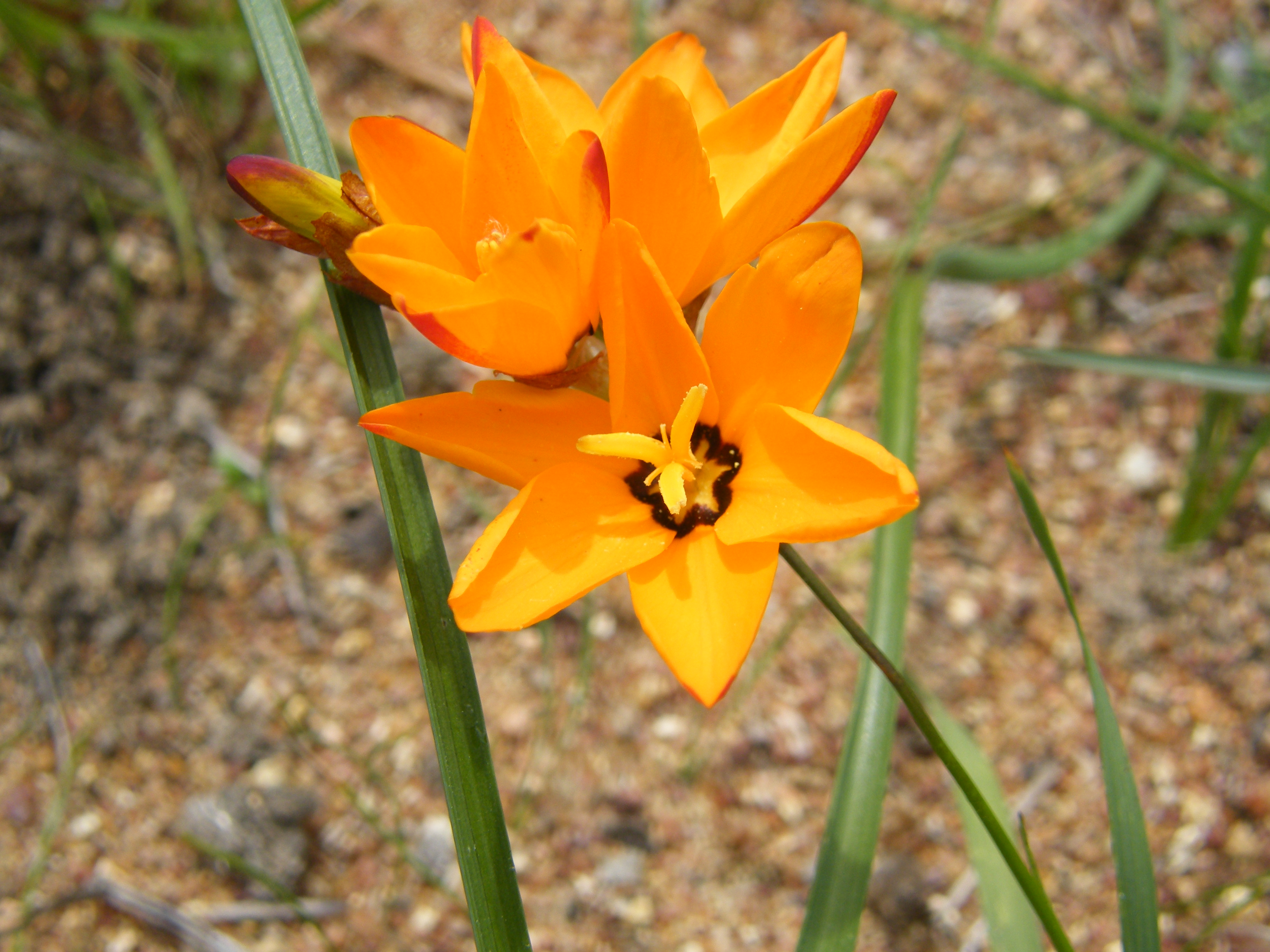
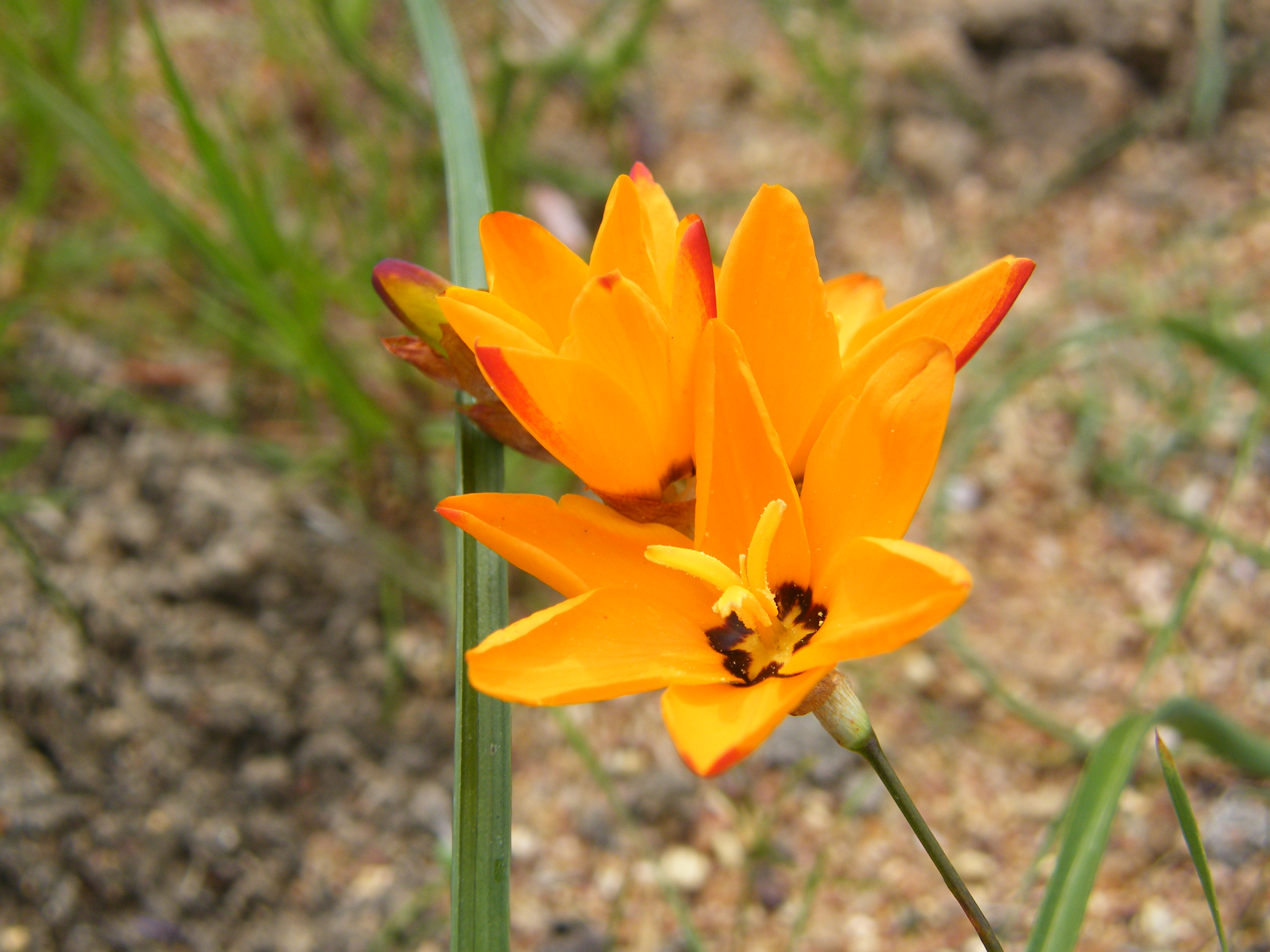
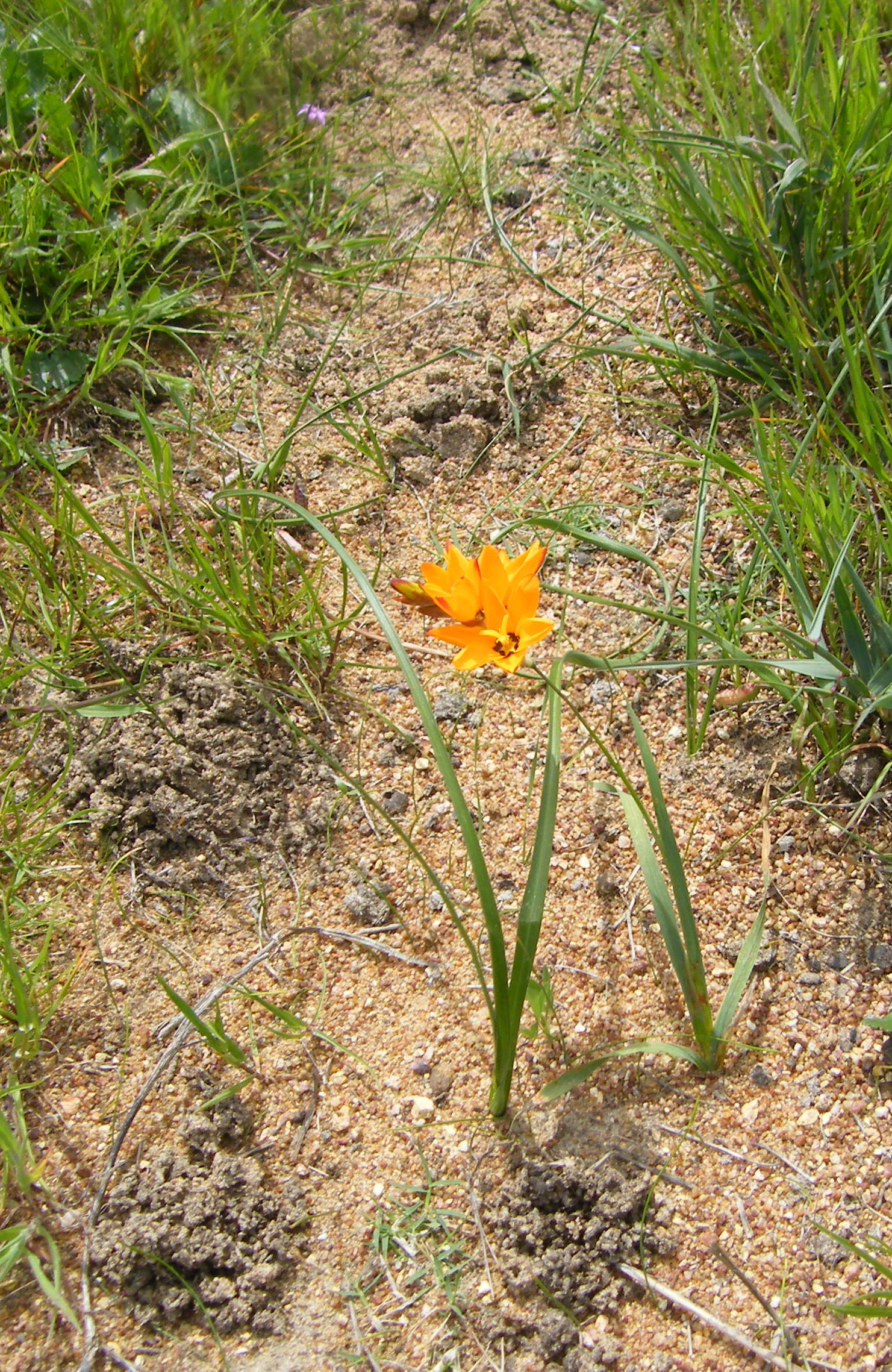